# يحيى بن سلامة الحصكفي
أبو الفضل مُعِين الدين يحيى بن سلامة بن الحسين بن أبي محمد عبد الله الخطيب الحصكفي الطنزي الديار بكري (459 هـ/1067 م - ~ 551 هـ/ 1156 م)، هو كاتب وشاعر وخطيب من جزيرة ابن عمر عاش في القرن السادس الهجري.

## سيرته
ولِدَ يحيى بن سلامة بن الحسين  في قرية طنزة الواقعة في جزيرة ابن عمر، جنوب شرق تركيا حالياً، وكانت ولادته في سنة 459 هـ، وانتقل مع عائلته في صغره إلى حصن كيفا فنشأ هناك. وفي شبابه انتقل إلى بغداد، حيث درس الأدب والفقه الإسلامي، على المذهب الشافعي، وتتلمذ لدى الخطيب التبريزي. غادر يحيى بن سلامة بغداد بعد إكمال دراسته فاستوطن ميافارقين، واشتهر هناك فقيها وخطيباً وكاتباً وشاعراً، وارتقى في مقامه حتى صار مفتي المدينة. تُوفِّي يحيى بن سلامة الحصكفي في سنة 551 هـ وفق إحدى الروايات، وفي رواية أخرى كانت وفاته في 553 هـ.

## شعره
يحيى بن سلامة الحصكفي شاعر مُكثِر، وشعره مُشبَّع بالصناعة اللفظية مع حفاظه على بلاغة أعماله.

## مؤلفاته
تُنسَب إليه المؤلفات التالية:
- «ديوان شعر».
- «ديوان خُطَب».
- «ديوان رسائل» (مخطوط).
- «المرادفات في القرآن».
- «عمدة الاقتصاد في النحو».